# Gloucester Rugby Football Club
El Gloucester Rugby Football Club o Gloucester RFC és un club anglès de rugbi a 15. Es va fundar el 1873 i participa a l'Aviva Premiership de la temporada 2010-2011. És també un dels clubs més antics del país.